# Cecilia Sala

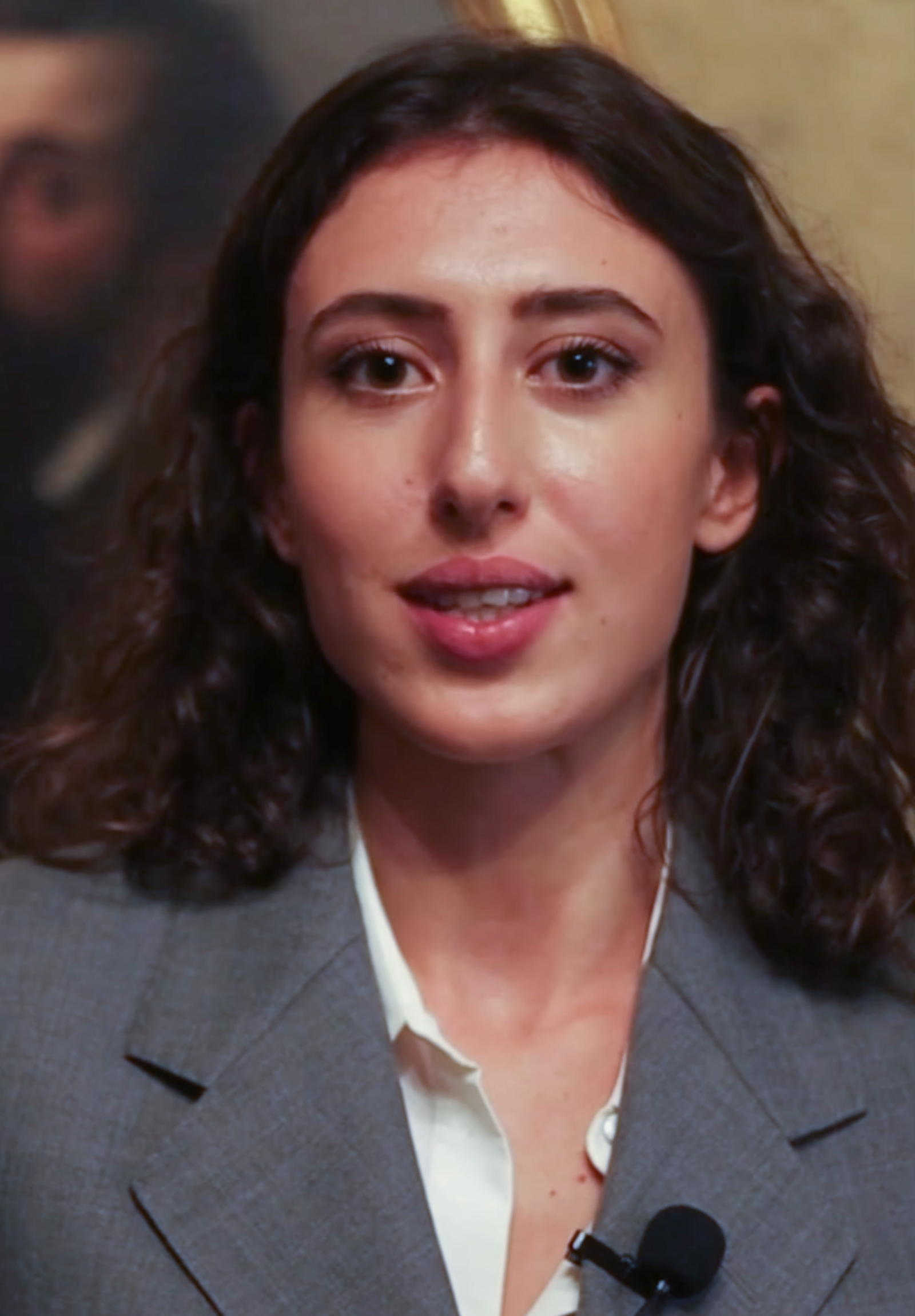
Cecilia Sala (2023)

Cecilia Sala (* 26. Juli 1995 in Rom) ist eine italienische Journalistin, Autorin und Kriegsreporterin.

## Biografie
Sala wurde 1995 in Rom geboren. Im Jahr 2015 begann sie ihre berufliche Laufbahn als Korrespondentin und Reporterin für Vice. Bereits 2016 nahm sie eine Tätigkeit als hauptberufliche Journalistin für das La7-Fernsehprogramm Servizio pubblico auf. In den folgenden Jahren schrieb sie unter anderem für L’Espresso und Vanity Fair und war für Rai, Fremantle Media sowie das La7-Programm Otto e mezzo tätig.
Seit 2019 arbeitet Sala für Il Foglio und ist darüber hinaus als Autorin für die Huffington Post, die Verlagsgruppe Mondadori sowie das Podcast-Unternehmen Chora Media aktiv. Im Rahmen ihrer Tätigkeit für Il Foglio berichtete sie aus Venezuela und Chile sowie seit 2021 als Kriegsreporterin aus Afghanistan und der Ukraine. Zudem dokumentierte sie Entwicklungen im Iran, sowohl vor als auch während des Konflikts zwischen dem Iran und Israel im Jahr 2024.

### Festnahme im Iran
Am 27. Dezember 2024 wurde bekannt, dass Sala trotz eines gültigen Journalistenvisums in Teheran am 19. Dezember festgenommen wurde und in Einzelhaft ins Evin-Gefängnis kam. Das iranische Kulturministerium erklärte, sie sei wegen „Verstoßes gegen die Gesetze der Islamischen Republik“ bzw. „illegaler Aktivität“ inhaftiert worden. Drei Tage vor Salas Festnahme hatte Italien Mohamed Abedini, einen iranisch-schweizerischen Doppelbürger und Mitglied der Revolutionsgarde in Gewahrsam genommen. Die Journalistin durfte während ihrer Haft nur wenige Male mit Angehörigen telefonieren; darin beklagte sie sich darüber, dass sie ohne Matratze auf dem Boden und mit durchgehend angeschaltetem Licht schlafen müsse. Am 8. Januar 2025 wurde sie von den iranischen Behörden freigelassen und konnte nach Italien zurückkehren; bei den Verhandlungen zur Freilassung Salas (und der wenig später erfolgten Freilassung Abedinis) soll Elon Musk eine wichtige Rolle gespielt haben.

## Veröffentlichungen
- mit Chiara Lalli: Polvere. Il caso Marta Russo. Mondadori, Mailand 2021, ISBN 978-88-04-73979-1.
- L’incendio. Reportage su una generazione tra Iran, Ucraina e Afghanistan. Mondadori, Mailand 2023, ISBN 978-88-04-73542-7.

## Auszeichnung
- „Premio Hemingway“ der Stadt Lignano Sabbiadoro in der Sparte „Zeitzeugin“[12]